# Gagea luteoides
Gagea luteoides är en liljeväxtart som beskrevs av Otto Stapf. Gagea luteoides ingår i Vårlökssläktet och i familjen liljeväxter. Inga underarter finns listade.